# Орора (Њујорк)
Орора (енгл. Aurora) град је у америчкој савезној држави Њујорк.

## Демографија
По попису из 2010. године број становника је 724, што је 4 (0,6%) становника више него 2000. године.
| Група             | 2000.       | 2010.       |
| Белци             | 652 (90,6%) | 632 (87,3%) |
| Афроамериканци    | 13 (1,8%)   | 24 (3,3%)   |
| Азијати           | 22 (3,1%)   | 13 (1,8%)   |
| Хиспаноамериканци | 14 (1,9%)   | 41 (5,7%)   |
| Укупно            | 720         | 724         |